# Ermita del Crist del Calvari (l'Alcúdia de Crespins)
L'Ermita del Crist del Calvari és un temple situat al carrer de l'Ermita, en el municipi de L'Alcúdia de Crespins. És un Bé de Rellevància Local amb identificador número 46.23.020-001.

## Història
En 1774 va ser construït un temple dedicat al titular, el Santíssim Crist del Munt Calvari, a instàncies de Cristóbal Crespí de Valldaura, comte d'Orgaz. Durant la Guerra de la Independència va ser utilitzat com a caserna per les tropes franceses i va ser espoliat, per la qual cosa va haver de reconstruir-se. Així l'ermita data d'inicis del segle XIX. Va ser ampliada en 1967 i posteriorment ha estat objecte d'altres intervencions que han contribuït al bon estat de conservació del conjunt d'ermita i calvari.

## Descripció
L'ermita es troba sobre una petita elevació que domina el poble i s'arriba a ella pel Viacrucis. Els casalicios d'aquest són de maó cara vista i compten amb una coberta piramidal de teules blaves i blanques.
El temple ocupa una petita placeta amb graderies. És d'estil dòric, amb planta de creu llatina.
La porta està amb llindar és de fusta amb finestrons. Sobre ella hi ha un retaule ceràmic modern de forma ogival. A banda i banda hi ha fanals de ferro i, sobre l'obertura, una finestra enreixada. El frontó triangular està rematat per una espadanya quadrada amb campana. El conjunt està rematat per una escultura de Jesucrist.
L'interior està cobert amb volta de mig canó de dos trams amb llunetes. Té creuer amb cúpula cega sobre petxines, nervis i floró central. L'altar, modern, està exempt. El retaule d'escaiola alberga en una fornícula del titular, en fusta policromada, i és còpia d'una altra imatge del segle xvii que va ser portada de Sardenya pel comte d'Orgaz. Sota el Crist hi ha una imatge de la Verge Dolorosa.